# Eric de Oliveira Pereira
Eric de Oliveira Pereira (* 5. Dezember 1985 in Nova Iguaçu), bekannt als Eric, ist ein brasilianischer ehemaliger Fußballspieler, der große Teile seiner Karriere in Rumänien spielte.

## Karriere
Eric kam im Jahr 2007 nach Europa, wo er beim rumänischen Zweitligisten Gaz Metan Mediaș anheuerte. Dort trug er mit zehn Treffern in 31 Spielen maßgeblich dazu bei, dass der Klub am Ende der Saison 2007/08 in die Liga 1 zurückkehrte. In den beiden folgenden Jahren konnte er nicht an diese Torausbeute anknüpfen, sicherte sich mit seinem Team aber stets den Klassenverbleib. In der Spielzeit 2010/11 gelang ihm in der Durchbruch in der höchsten Spielklasse, als er mit 15 Toren großen Anteil an der Qualifikation zur Europa League hatte. Anschließend nahm ihn der ukrainische Erstligist Karpaty Lwiw. Dort konnte er sich nicht durchsetzen und kam in der Saison 2011/12 nur sechsmal zum Zuge. Eric kehrte im Sommer 2012 zu Gaz Metan zurück. Im Sommer 2013 wechselte er zu Ligakonkurrent Pandurii Târgu Jiu. Er der Hinrunde 2013/14 kam er zu elf Treffern bei 18 Einsätzen und spielte mit seinem Klub in der Gruppenphase der Europa League.
Anfang 2014 verpflichtete ihn der saudi-arabische Erstligist al-Ahli. In der Saison 2013/14 kam er jedoch nur neunmal zum Einsatz und konnte lediglich ein Tor erzielen. Anfang 2015 kehrte Eric zu Pandurii zurück. Im Sommer 2015 holte ihn Matsumoto Yamaga FC in die japanische J1 League, musste mit seinem Klub aber am Saisonende absteigen. Er wechselte zu Najran SC nach Saudi-Arabien. Dort endete für ihn die Spielzeit 2015/16 erneut mit dem Abstieg. Im Sommer 2016 kehrte Eric zu Gaz Metan zurück. Ein Jahr darauf folgte dann der Wechsel zum FC Viitorul Constanța und nur sechs Monate später zum Al-Markhiya Sports Club nach Katar. Zur Saison 2019 kehrte Eric nach Rumänien zum FC Viitorul Constanța zurück.

## Erfolge
- Qualifikation zur Europa League: 2011
- Aufstieg in die Liga 1: 2008